# سفیسا چاندرا
سفیسا چاندرا (نام علمی: Sephisa chandra) نام یک گونه از سرده سفیسا است.

## نگارخانه

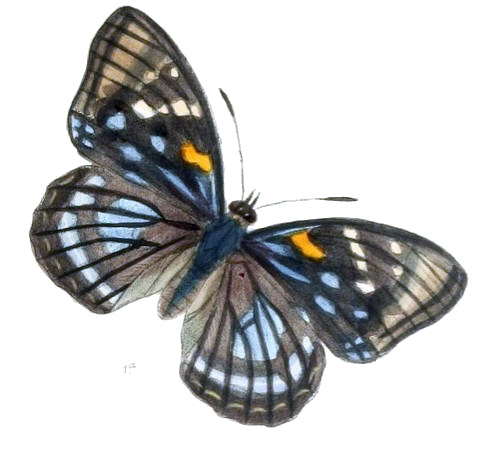
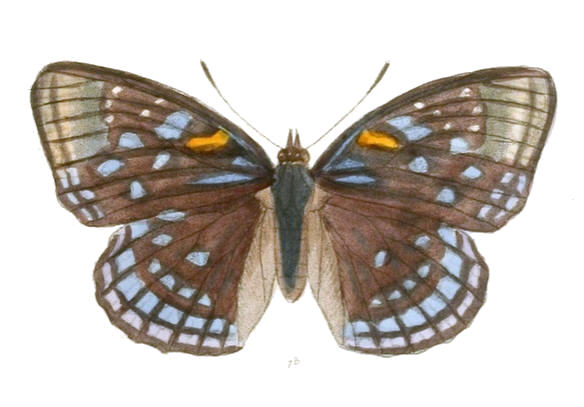
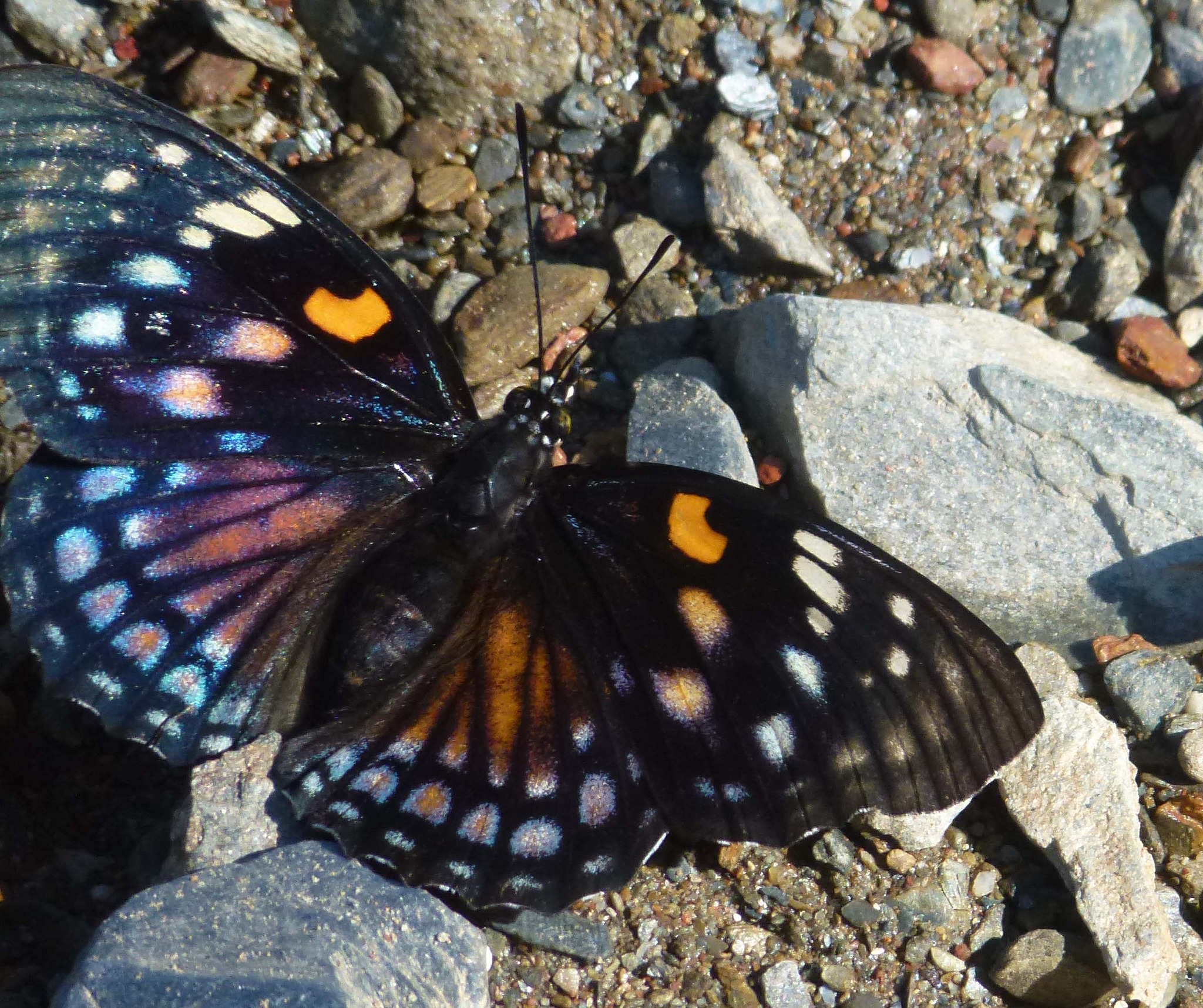